# Naomi Royde-Smith
Naomi Royde-Smith (1875-1964) est une écrivaine britannique prolifique qui a publié près d'une cinquantaine de romans, biographies et pièces de théâtre. Elle est également la première femme rédacteur en chef de la Westminster Gazette et, à ce titre, publie les premières œuvres de quelques écrivains comme Rupert Brooke, Graham Greene, Elizabeth Bowen et Rose Macaulay,.

## Œuvre sélective
- The Tortoise-Shell Cat (1925)
- The Housemaid: A Novel in Three Parts (1926)
- In the Wood: A Novel in Three Parts (1928)
- Summer Holiday: Or, Gibraltar, a Novel (1929)
- Give Me My Sin Again: A Novel (1929)
- The Lover (1929)
- The Island (1930)
- The Delicate Situation (1931)
- The Private Life of Mrs. Siddons (1933)
- Jake: A Novel (1935)
- All Star Cast: A Novel (1936)
- For Us in the Dark (1937)
- The Altar-Piece: An Edwardian Mystery (1939)
- Jane Fairfax: A New Novel (1940)
- Miss Bendix (1947)
- The Iniquity of Us All: A Prelude (1949)